# Niels Destadsbader

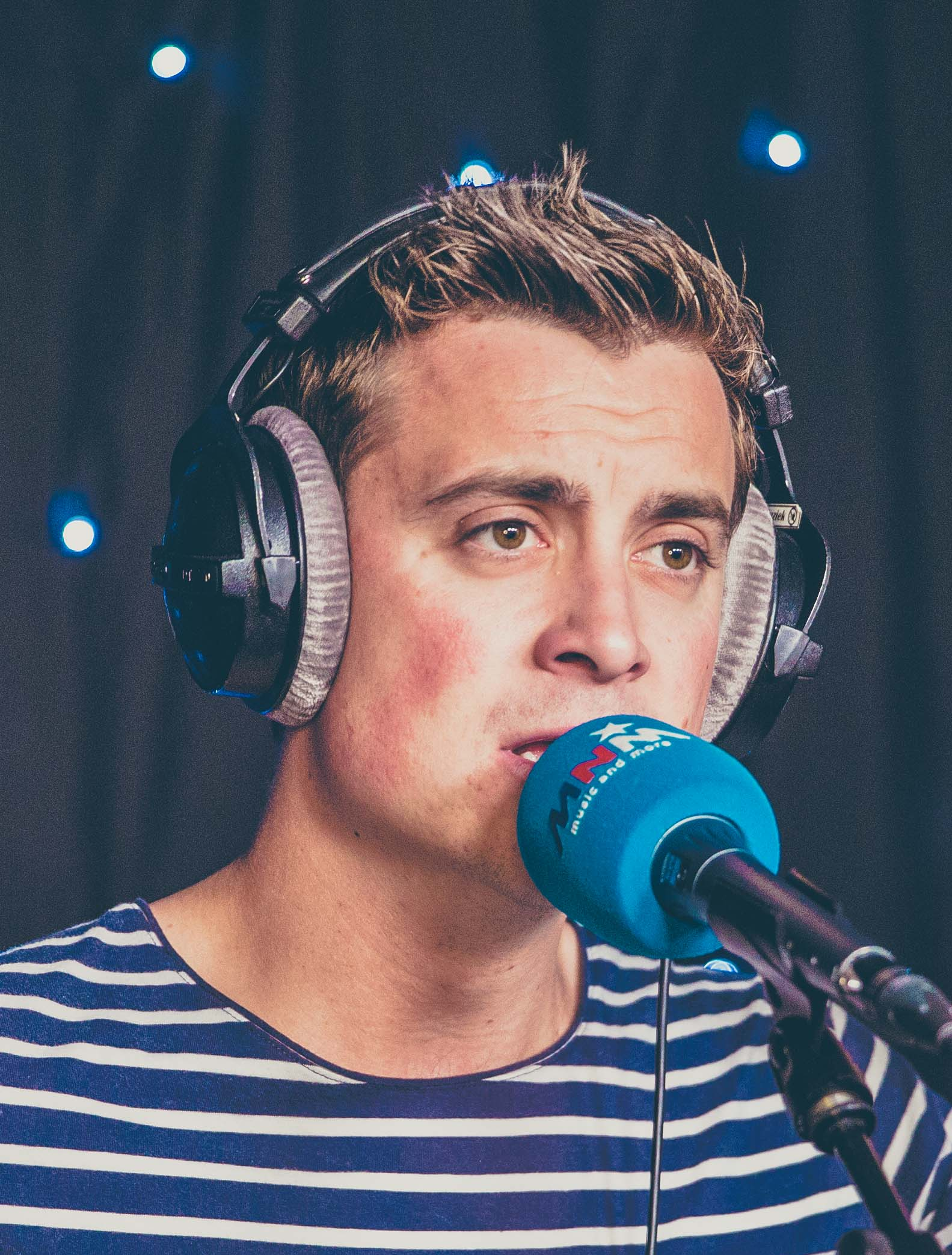
Niels Destadsbader (2018)

Niels Destadsbader (* 19. August 1988 in Kortrijk) ist ein belgischer Popsänger, Schauspieler und Moderator aus Deerlijk.

## Biografie
Niels Destadsbader begann seine Karriere als Schauspieler. Nach einem Schauspielstudium trat er zunächst am Theater auf, bevor er 2007 in der Jugendserie Spring erstmals im Fernsehen zu sehen war. Es folgte ein Auftritt in der Serie Aspe und ein längeres Engagement in Familie, der am längsten laufenden Soap in Belgien, bevor er von 2008 bis 2011 eine der Hauptrollen in der Serie Amika spielte. Anschließend spielte er den Elfenprinz in den drei Staffeln der Fantasyserie De Elfenheuvel.
Bereits 2008 nahm er auch als Sänger an der Castingshow Steracteur Sterartiest teil und erreichte das Halbfinale. Mit Jij bent van mij hatte er im Jahr darauf seinen ersten Singlehit in den belgischen Charts. Außerdem hatte er Gesangsauftritte in der Serie Amika und war am ersten Soundtrackalbum der Serie beteiligt. Nach dem Auslaufen seiner Serienrollen veröffentlichte er aber nur sporadisch weitere Singles und blieb stattdessen vor allem als Fernsehmoderator bekannt. Er führte 2014 durch die Tanzshow Dansdate und präsentierte die Castingshow K3 zoekt K3, in der die erfolgreiche Popband K3 2015 drei Nachfolgesängerinnen suchte.
Mit Miguel Wiels, einem der Köpfe hinter K3, veröffentlichte Destadsbader im Jahr darauf das Lied Een beetje anders als Beitrag zum Rode Neuzen Dag. Kurz zuvor hatte er sein Debütalbum Speeltijd veröffentlicht, das auf Platz 2 der Charts eingestiegen war und ein paar Monate später noch auf Platz 1 stieg. Mehr als zwei Jahre hielt sich das Album in den Charts und wurde mit Doppelplatin ausgezeichnet. Mit einer Liveversion von Verover mij hatte er 2018 seinen größten Singlehit: sie erreichte Platz 4. Sie war zugleich die Vorabsingle seines zweiten Albums Dertig, das noch im selben Jahr erschien. Es stieg auf Platz 1 der Albumcharts ein und erreichte ebenfalls Doppelplatin.

## Diskografie

### Alben
| Jahr | Titel           | Höchstplatzierung, Gesamtwochen, AuszeichnungChartplatzierungen (Jahr, Titel, Platzierungen, Wochen, Auszeichnungen, Anmerkungen) | Höchstplatzierung, Gesamtwochen, AuszeichnungChartplatzierungen (Jahr, Titel, Platzierungen, Wochen, Auszeichnungen, Anmerkungen) | Anmerkungen                                                                                            |
| Jahr | Titel           | BEF | NL | Anmerkungen                                                                                            |
| ---- | --------------- | --- | --- | --- |
| 2009 | Amika           | BEF8 (20 Wo.)BEF | NL23 (6 Wo.)NL | Album zur gleichnamigen Fernsehserie: fünf der zwölf enthaltenen Lieder stammen von Niels Destadsbader |
| 2016 | Speeltijd       | BEF1 ×2Doppelplatin · (178 Wo.)BEF                                                                                                | — | Erstveröffentlichung: 21. Oktober 2016 Platz 1 erreichte das Album erst 2017                           |
| 2018 | Dertig          | BEF1 ×2Doppelplatin · (143 Wo.)BEF                                                                                                | — | Erstveröffentlichung: 1. Juni 2018                                                                     |
| 2019 | Boven de wolken | BEF1 Platin · (101 Wo.)BEF | — | Erstveröffentlichung: 18. Oktober 2019                                                                 |
| 2021 | Sterker         | BEF1 (41 Wo.)BEF | — | Erstveröffentlichung: 10. September 2021                                                               |

### Singles
| Jahr | Titel Album                           | Höchstplatzierung, Gesamtwochen, AuszeichnungChartsChartplatzierungen (Jahr, Titel, Album, Platzierungen, Wochen, Auszeichnungen, Anmerkungen) | Anmerkungen                                                 |
| Jahr | Titel Album                           | BEF | Anmerkungen                                                 |
| ---- | ------------------------------------- | --- | ----------------------------------------------------------- |
| 2009 | Jij bent van mij –                    | BEF18 (6 Wo.)BEF |                                                             |
| 2014 | Move tegen pesten –                   | BEF36 (1 Wo.)BEF | Erstveröffentlichung: 3. Februar 2014 mit Slongs Dievanongs |
| 2015 | Hey Pa Speeltijd                      | BEF17 (10 Wo.)BEF |                                                             |
| 2016 | Speeltijd                             | BEF37 (6 Wo.)BEF | Erstveröffentlichung: 7. Oktober 2016                       |
| 2016 | Een beetje anders –                   | BEF22 (3 Wo.)BEF | Beitrag zum Rode Neuzen Dag; mit Wiels                      |
| 2017 | Skwon meiske –                        | BEF21 (11 Wo.)BEF | von Niels & Wiels                                           |
| 2017 | Sara Speeltijd                        | BEF44 (5 Wo.)BEF | Erstveröffentlichung: 4. September 2017                     |
| 2018 | Verover mij Dertig                    | BEF4 Gold · (28 Wo.)BEF | Erstveröffentlichung: 15. März 2018 Live                    |
| 2018 | Ik ben van’t stroate Dertig           | BEF35 (3 Wo.)BEF | Erstveröffentlichung: 16. April 2018 Live                   |
| 2018 | Paradijs Dertig                       | BEF50 (1 Wo.)BEF | Erstveröffentlichung: 30. April 2018 Live                   |
| 2018 | Gloria Dertig                         | BEF38 (8 Wo.)BEF | Erstveröffentlichung: 19. August 2018                       |
| 2018 | Vlinders in haar buik Dertig          | BEF44 (3 Wo.)BEF | Erstveröffentlichung: 3. Dezember 2018                      |
| 2019 | Mee naar boven Boven de wolken        | BEF22 Gold · (19 Wo.)BEF | Erstveröffentlichung: 10. Mai 2019                          |
| 2019 | Annelies Boven de wolken              | BEF30 (10 Wo.)BEF | Erstveröffentlichung: 20. September 2019                    |
| 2019 | Wat zou ik zonder jou Boven de wolken | BEF29 (10 Wo.)BEF | Erstveröffentlichung: 20. Dezember 2019                     |
| 2020 | Nooit alleen Sterker                  | BEF9 Gold · (22 Wo.)BEF | Erstveröffentlichung: 27. März 2020                         |
| 2020 | Hoofd op m’n schouder –               | BEF33 (7 Wo.)BEF | Erstveröffentlichung: 4. September 2020                     |
| 2021 | De wereld draait voor jou Sterker     | BEF1 Platin · (20 Wo.)BEF | Erstveröffentlichung: 28. April 2021 mit Regi               |
| 2021 | Sterker                               | BEF30 (10 Wo.)BEF | Erstveröffentlichung: 10. September 2021                    |
| 2022 | Ik neem er één –                      | BEF18 (14 Wo.)BEF | Erstveröffentlichung: 1. Juni 2022                          |
| 2023 | Jezelf zijn –                         | BEF42 (3 Wo.)BEF | Erstveröffentlichung: 10. Februar 2023 Niels & Wiels        |
| 2023 | Liefs voor later –                    | BEF17 (14 Wo.)BEF | Erstveröffentlichung: 26. Mai 2023 mit Kenny B              |
| 2024 | Stijlicoon –                          | BEF42 (2 Wo.)BEF | Erstveröffentlichung: 27. September 2024                    |
| 2025 | Bijna vergeten –                      | BEF46 (1 Wo.)BEF | Erstveröffentlichung: 21. Februar 2025 mit Tessa June       |

Weitere Singles
- 2011: Vrij
- 2011: Hou je me vast
- 2012: Helemaal weg van jou
- 2014: Groen
- 2014: Dansen
- 2016: Vandaag
- 2017: Tranen met tuiten
- 2018: Tokio (live)
- 2018: Als je gaat (live)
- 2019: Door jou (mit Paul Michiels & Sarah Bettens)